# Google Authenticator

Logo bis April 2023

Google Authenticator ist eine Mobile App des Unternehmens Google. Sie ermöglicht eine Zwei-Faktor-Authentisierung (2FA) mittels Einmalkennwörtern gemäß der branchenübergreifenden Initiative For Open Authentication (OATH).

## Funktionsweise und Schwachstellen
Google Authenticator unterstützt in nicht RFC-konformer Implementierung mit in der Länge reduzierten Geheimcodes den Standard HMAC-based one-time password (HOTP) nach RFC 4226, ein auf einem Zähler basierendes Einmalkennwort-Verfahren, und den davon abgeleiteten Standard Time-based one-time password (TOTP) nach RFC 6238, ein zeitbezogenes Einmalkennwort-Verfahren.
Google Authenticator verwendet einen nur 80 Bit langen Geheimcode; nach RFC 4226 sollte die Länge des Geheimcodes hingegen mindestens 128 Bit betragen, 160 Bit sind empfohlen. Feature-Requests zur Unterstützung moderner Hashfunktionen wie SHA-2 werden seit Jahren nicht berücksichtigt.
Google Authenticator speichert die mit den Servern vereinbarten Geheimnisse (Shared Secrets) im Klartext in einer SQLite-Datenbank auf dem Mobilgerät. Die Sicherheit des Verfahrens hängt damit von der Sicherheit des verwendeten Mobilgeräts ab. Wird diese Sicherheit durch den Anwender (beispielsweise durch das bei Smartphones anzutreffende Rooten) oder durch Sicherheitslücken im Betriebssystem kompromittiert, können die Geheimnisse auch von Nichtberechtigten ausgelesen und zur Berechnung von Einmalpasswörtern verwendet werden. Wenn Angreifer in den physischen Besitz des Mobilgeräts – selbst im ausgeschalteten Zustand – gelangen, können sie die Geheimnisse aus dem Speicher des Geräts auslesen, sofern nicht das gesamte Gerät (sicher) verschlüsselt ist. Angreifer können so den zusätzlichen Schutz durch das zweistufige Verfahren aushebeln.
Auf einem nicht gesperrten Smartphone kann zudem jeder die aktuellen Bestätigungscodes abrufen; es sei denn die integrierte Fingerprint-Identifikation in der App wurde aktiviert.
Trotz Schwächen in den Implementierungsdetails bewirkt die Nutzung der Zwei-Faktor-Authentifizierung sogar mit dieser App einen großen Zugewinn an Sicherheit, da der Aufwand für einen Angreifer bei Einsatz dieses Verfahrens erheblich höher ist als bei einer Ein-Faktor-Authentifizierung nur über ein Passwort.

## Synchronisation und Backup
Vor Version 6.0 konnten Konten samt Geheimnis nur per QR-Code auf ein anderes Gerät übertragen werden, eine Backup-Möglichkeit fehlte. Bei Verlust oder Funktionsuntüchtigkeit des Geräts half dies jedoch nicht, alle 2FA-geschützten Konten müssen neu eingerichtet werden.
Seit Version 6.0 werden die eingerichteten Konten mit dem Google-Konto synchronisiert und dort mutmaßlich im Klartext abgelegt.

## Quellcode-Lizenz
Die Google Authenticator-App für Android war ursprünglich unter der Apache-Lizenz quelloffen und, wurde aber später proprietär. Die letzte Open-Source-Version stammt aus dem Jahr 2020. Google stellte den früheren Quellcode seiner Authenticator-App auf seinem GitHub-Repository zur Verfügung; auf der zugehörigen Entwicklungsseite heißt es:
Dieses Open-Source-Projekt ermöglicht es Ihnen, den Code herunterzuladen, der die Version 2.21 der Anwendung angetrieben hat. Nachfolgende Versionen enthalten Google-spezifische Workflows, die nicht Teil des Projekts sind.

## Pseudocode
Pseudocode des TOTP-Algorithmus gemäß RFC 6238:
```
function 
GoogleAuthenticatorCode
(
string
 secret)
    key := base32decode(secret)
    message := floor(current Unix time / 30)
    hash := 
HMAC-SHA1
(key, message)
    offset := last nibble of hash
    truncatedHash := hash[offset..offset+3]  
//4 bytes starting at the offset

    Set the first bit of truncatedHash to zero  
//remove the most significant bit

    code := truncatedHash 
mod
 1000000
    
pad
 code with 0 until length of code is 6
    
return
 code
```